# Pisana Conaro
Pisana Conaro, död 1769, var en dogaressa av Venedig, gift med Venedigs doge Alvise Giovanni Mocenigo (r. 1763-1779).
Pisana Conaro var dotter till Federico Conaro och gifte sig 5 oktober 1739 med Alvise Giovanni Mocenigo. 
Vigseln skapade en allians mellan två av stadens då mäktigaste klaner. När Alvise Giovanni Mocenigo valdes till doge 1763 begärde han att de hovceremonier som avskaffats under det föregående seklet skulle återinföras, inklusive de som omgav dogaressan. Den 22 april 1763 blev därför startpunkten för en tre dagar lång rad av ceremonier för dogaressan Pisana Conaro: med undantag av en kröning med krona, återinfördes nu alla ritualer som förut hade ingått i dogaressans roll, bland annat den att ta emot delegationer av representanter från stadens skrån och främmande sändebud. Detta Stora Intåg blev mycket populärt och sågs som ett tecken på nytt hopp om att Venedigs gamla glans skulle återuppstå. 
Hon stod 1766 värdinna för sin sons mycket påkostade bröllop. Pisana beskrivs själv som en enkel och huslig person som förvånades över de påkostade ceremonierna, och hon blev populär på grund av sitt välgörenhetsarbete. Efter sin svärdotters död drog hon sig tillbaka till sin vila på landet, där hon kort därefter avled. Hennes korrespondens är bevarad. 
Efter hennes död gifte Alvise Giovanni Mocenigo år 1771 om sig med Polissena Contarini Da Mula, men hon tycks aldrig ha spelat en sådan offentlig roll som dogaressa utan levde främst i hans privata residens och lantvilla, där hon blev värdinna för den krets av konstnärer dogen tyckte om att omge sig med.